# Skala bólu Schmidta
Skala bólu według Schmidta – skala bólu stworzona przez entomologa z południowo-zachodniego Instytutu Biologicznego Uniwersytetu Arizońskiego – Justina O. Schmidta. Schmidt opublikował wiele artykułów naukowych dotyczących owadów błonkoskrzydłych, i, jak sam twierdzi, został użądlony lub ukąszony przez większość błonkówek. Na podstawie tych doświadczeń stworzył on listę w czterostopniowej skali, która służy porównaniu bólu użądleń lub ukąszeń wszystkich błonkówek. 
Pierwotna skala ukazała się w artykule z roku 1984, mającym na celu usystematyzowanie oraz porównanie hemolitycznych właściwości jadu owadów. Skala rozpoczynała się od liczby 0, przypisanej użądleniom zupełnie niemającym wpływu na człowieka, następnie wzrastała do 2, opisując ból użądlenia przez pszczołę miodną lub osę, znany większości ludzi, kończąc się na stopniu 4, odpowiadającym najbardziej bolesnym użądleniom. W podsumowaniu pracy podano przykłady najbardziej bolesnych ugryzień. 
W miarę upływającego czasu Schmidt poprawiał oraz uzupełniał skalę, czego wynikiem było opublikowanie w roku 1990 artykułu klasyfikującego użądlenia 78 gatunków z 41 rodzajów błonkówek. 
Schmidt opisał wiele eksperymentów ze szczegółami, podając także subiektywne opisy bólu (w poniższej tabeli).
| Poziom w skali Schmidta | Opis bólu | Przykłady powodujących go błonkówek       |
| ----------------------- | --- | ----------------------------------------- |
| 1.0                     | Lekki, przelotny, szybko mijający. Porównywalny do iskry wypalającej włos na przedramieniu.                                                | Smuklik                                   |
| 1.2                     | Ostry, ciągły, nagły, niczym wyładowanie elektrostatyczne przy dotknięciu naelektryzowanego przedmiotu.                                    | Mrówka ognista                            |
| 1.8                     | Kłujący, ostrzejszy od poprzedniego, przypominający wrażenie przy wystrzale zszywką w policzek.                                            | Mrówka akacjowa                           |
| 2.0                     | Piekący, niczym gaszenie papierosa na języku.                                                                                              | Osa, Dolichovespula maculata              |
| 2.x                     | Niczym podpalenie główki zapałki na skórze.                                                                                                | Pszczoła miodna, Szerszeń europejski      |
| 3.0                     | Gryzący, piekący, niczym użycie wiertła na paznokciu bądź polanie kwasem solnym rany ciętej.                                               | Ruda mrówka żniwiarka z Arizony, Klecanka |
| 4.0                     | Silny, oszałamiający, niczym upuszczenie działającej suszarki do wanny, w której ktoś bierze kąpiel.                                       | Osa czarna                                |
| 4.x                     | Schmidt porównał ból wywołany przez tę mrówkę do chodzenia po rozżarzonych węglach z siedmioipółcentymetrowymi gwoździami wbitymi w pięty. | Paraponera                                |